# Llanfair-ar-y-bryn
Llanfair-ar-y-bryn è un centro abitato del Galles, situato nella contea del Carmarthenshire.